# Deutsche Diabetes Gesellschaft
Die Deutsche Diabetes Gesellschaft (DDG) ist mit rund 9.300 Mitgliedern eine der großen medizinisch-wissenschaftlichen Fachgesellschaften in Deutschland. In Deutschland gibt es rund 8,9 Millionen Menschen mit Diabetes mellitus; jedes Jahr kommen knapp 500.000 Neuerkrankungen hinzu. Die DDG unterstützt Wissenschaft und Forschung in der Diabetologie, engagiert sich in Fort- und Weiterbildung, zertifiziert Behandlungseinrichtungen und entwickelt Leitlinien. Ziel ist eine wirksamere Prävention und Behandlung der Volkskrankheit Diabetes. Zu diesem Zweck unternimmt die DDG auch umfangreiche gesundheitspolitische Aktivitäten.

## Ziele, Struktur und Hauptaufgaben
Mitglieder sind Ärzte in Klinik und Praxis, Wissenschaftler, Psychologen, Apotheker, Angehörige von Gesundheitsfachberufen sowie andere diabetologische Experten.
Die Gründung erfolgte am 7. April 1964. Am 14. Oktober 1965 erfolgte die Registrierung beim Amtsgericht Düsseldorf als eingetragener Verein.
Der zehnköpfige Vorstand führt, zusammen mit der Geschäftsführung, die Geschäfte und bestimmt die Richtlinien der Gesellschaft. Sechs Ausschüsse und neun Kommissionen sind für bestimmte Themenbereiche zuständig; die Ausschüsse und die Kommissionen arbeiten dem Vorstand zu.
21 Arbeitsgemeinschaften befassen sich – teilweise fachübergreifend – mit weiteren Themen, die im Zusammenhang mit Diagnostik und Therapie des Diabetes mellitus stehen.
15 Regionalgesellschaften vertreten Wissenschaftler, Diabetologen und Experten in der Diabetologie auf Länderebene. Sie sorgen dafür, Erkenntnisse und Empfehlungen im diabetologischen Alltag umzusetzen.
Die DDG veranstaltet einmal jährlich eine große wissenschaftliche Tagung, den Diabetes-Kongress (Jahrestagung der DDG) mit über 6000 Teilnehmenden. Während dieses Kongresses findet die jährliche Mitgliederversammlung der Gesellschaft statt. In der zweiten Jahreshälfte folgt die Diabetes-Herbsttagung mit über 4000 Teilnehmern, die den Fokus auf praktische Themen und die Fortbildung legt.
Neben der Durchführung der Kongresse befasst sich der Verein mit der Entwicklung von evidenzbasierten Leitlinien und Praxisempfehlungen zur Diagnostik und Therapie des Diabetes mellitus. Die Leitlinien werden regelmäßig aktualisiert.
Darüber hinaus bietet die DDG qualifizierte Fort- und Weiterbildungen durch ein breites Angebot an Kursen und Seminaren an. Ein weiterer Bestandteil der Arbeit der DDG ist die Zertifizierung von Behandlungseinrichtungen.
Auf Antrag fördert die DDG wissenschaftliche Forschungsprojekte ihrer Mitglieder. Besonders verdiente Persönlichkeiten ehrt die DDG mit der Ehrenmitgliedschaft.

## Vorstand
(Namen in Klammern: Stand im Mai 2024)
- Präsidentin (Julia Szendrödi)
- Past Präsident (Andreas Fritsche)
- Vizepräsident (Tobias Wiesner)
- Vorstandsmitglied (Martin Heni)
- Vorstandsmitglied (Beate Karges)
- Vorstandsmitglied (Barbara Ludwig)
- Vorstandsmitglied (Karsten Müssig)
- Vorstandsmitglied (Jochen Seufert)
- Vorstandsmitglied (Antje Weichard)
- Vorstandsmitglied (Robert Wagner)
- Geschäftsführung (Barbara Bitzer)

## Geschichte
Im April 1964 lud Karl Oberdisse führende Diabetologen zur Gründungsversammlung der Deutschen Diabetes-Gesellschaft nach Wiesbaden ein. In den 1950er Jahren waren noch weniger als eine Million deutsche Bundesbürger an Diabetes mellitus erkrankt. In den Zeiten des Wirtschaftswunders stieg diese Zahl jedoch rapide an. Es begann sich bereits eine Entwicklung abzuzeichnen, die man als Vorbote der heutigen weltweiten Epidemie bezeichnen könnte. Diese Entwicklung führte vor allem in den angelsächsischen Ländern dazu, dass sich medizinisch-wissenschaftliche Diabetes-Fachgesellschaften gründeten.
Zu den vordringlichsten Aufgaben in den Anfangsjahren gehörte es, die deutsche Diabetologie zu strukturieren und die Voraussetzungen für eine leistungsfähige Diabetesforschung zu schaffen. In den folgenden Jahrzehnten wuchs die Fachgesellschaft kontinuierlich. Einen besonderen Impuls brachte die deutsche Wiedervereinigung: Viele Diabetologen aus den neuen Bundesländern traten dem Verein bei. Die stark anwachsenden Mitgliederzahlen führten zu einem noch größeren Angebot strukturierter Fort- und Weiterbildungsmaßnahmen und zu stetig zunehmenden Zertifizierungen diabetesspezifischer Einrichtungen.

## Weiterbildung
Im Zusammenhang mit der steigenden Zahl der Diabeteserkrankungen in den letzten Jahrzehnten haben sich spezialisierte Berufsbilder in der Diabetologie etabliert, für die die DDG als Fachgesellschaft qualitativ hochwertige und umfassende Weiterbildungen anbietet. Unter dem übergeordneten Begriff der Diabetesedukation werden ab 2024 die Schulungs- und Beratungsberufe zusammengefasst. Die Tätigkeitsfelder der Diabetesedukation umfassen das Informieren, Anleiten, Schulen, Beraten und Coachen von Menschen in diabetischer Stoffwechsellage. Die Deutsche Diabetes Gesellschaft hat ein neues Weiterbildungskonzept erarbeitet, dass durch Modularisierung zeitlich und räumlich flexibilisierte Lehrpläne für interessierte Fachkräfte ermöglicht. Fallgruppenorientierte und settingbezogene Inhalte sorgen für Praxisnähe und den Erwerb ausgewiesener Handlungskompetenzen. Mit der Integration eines Moduls zur Digitalisierung und Telemedizin sind auch die modernen Behandlungspfade Gegenstand der Qualifizierung.

### Diabetologe DDG/Diabetologin DDG
Der Diabetologe DDG ist eine offizielle Bezeichnung, die ein Spezialist führen darf, der sich durch eine umfangreiche zweijährige Weiterbildung in einer DDG anerkannten Einrichtung und die Teilnahme an Fortbildungskursen der DDG auszeichnet. Während der Weiterbildung wird sowohl Wissen über Diabetes mellitus Typ 2 als auch Typ 1 und Sonderformen vermittelt. Die Voraussetzung für die Weiterbildung Diabetologe DDG ist eine abgeschlossene Facharztausbildung. Im Jahr 2020 waren 4.260 entsprechend weitergebildete Fachärzte in Deutschland tätig, davon 1.265 im niedergelassenen Bereich und 2.690 in Kliniken.

### Fachpsychologe DDG
Um eine qualifizierte psychologische Betreuung und Behandlung von Menschen mit Diabetes mellitus zu fördern und die damit verbundenen psychischen Belastungen und Störungen optimal zu behandeln, wurde von der Arbeitsgemeinschaft Diabetes und Psychologie der DDG die spezifische Qualifizierung Fachpsychologe DDG initiiert.

### Diabetesberater DDG
Der Diabetesberatere übernimmt als qualifizierte Fachkraft die Betreuung und Beratung von Patienten mit Diabetes mellitus Typ 1 und Typ 2 sowie von Schwangeren mit Gestationsdiabetes und allen Betroffen von Sonderformen des Diabetes. Hierbei haben Diabetesberater die Wahl zwischen angestellter oder selbständiger Tätigkeit, die aber auch dann immer der Delegation durch Arzt/Ärztin unterliegt. Jährlich werden etwa 300 Gesundheitsfachkräfte in dieser Qualifikation ausgebildet. Derzeit führen 5.919 Personen (Stand 2024) in Deutschland diesen Titel. Jährlich werden etwa 250 Nichtmediziner in dieser Qualifikation ausgebildet.

### Diabetesassistent DDG
Ziel dieser Weiterbildung ist es, das medizinische Personal zu befähigen, Schulung und Beratung von Patienten mit Typ-2-Diabetes durchzuführen. Mit Überleitung zum neuen Konzept 2024 wird dieses Tätigkeitsfeld um die Information und Anleitung auch für Menschen mit Typ-1 oder Gestationsdiabetes in stabiler Stoffwechsellage erweitert. Alle Tätigkeiten der Diabetesassistenten unterstehen immer der Leitung des für die Therapie verantwortlichen Arztes/Ärztin und sind eingebettet in die therapeutische Vorstellung des jeweiligen Behandlungsteams. Sie sind ein wichtiges Glied in der Versorgung von Menschen mit Diabetes, u. a. in der allgemeinmedizinischen und hausärztlichen Praxis. Es gibt derzeit (Stand 2022) insgesamt 9.200 Diabetesassistenten in Deutschland. Jährlich besuchen ca. 200 Interessierte die entsprechenden Fortbildungsangebote.
Im Bereich Diabetes und Pflege bietet die Fachgesellschaft folgende Weiterbildungsmöglichkeiten an:

### Diabetespflegefachkraft DDG (Klinik)
Die Diabetes-Pflegefachkräfte DDG (Klinik) fördern mit ihren speziellen medizinischen und pflegerischen Kompetenzen im stationären Bereich die Versorgungsqualität, die Wirtschaftlichkeit und die Patientensicherheit und unterstützen das diabetologische Team in Bezug auf die interdisziplinären Zusammenarbeit.

### Diabetespflegefachkraft (Langzeit)
Sowohl in Pflegeeinrichtungen als auch in der ambulanten Versorgung leben viele Patienten mit Diabetes mellitus. Ältere diabetologische Patienten sind durch hohe Infektanfälligkeit und daraus resultierende eingeschränkte Wundheilung sehr verletzlich, daher müssen die Pflegekräfte die Pflegerisiken in besonderer Weise berücksichtigen. Die Fachgesellschaft hat deshalb eine Fortbildung zur Diabetes-Pflegefachkraft für die (ambulante und stationäre) Langzeitpflege geschaffen und unterstützt damit die spezialisierte Qualifizierung von Pflegefachpersonal und Patientensicherheit im ambulanten Pflegeprozess.

### Konzept der Basisqualifikation Diabetes Pflege DDG
Eine Sonderform in den Weiterbildungsformaten nimmt die Basisqualifikation Diabetes Pflege DDG ein. Sie wurde für die Sicherung der Basiskenntnisse zum Diabetes im Pflegeprozess entwickelt und dual aufgesetzt. Im ersten Schritt qualifiziert der Diabetologe DDG die Diabetesberater und Pflegefachkräfte zu Trainern mit der Basisqualifikation Diabetes Pflege DDG. Mit dem Zertifikat der Schulungsberechtigung führen diese im zweiten Schritt in ihren Heimatregionen selbständig Fortbildungsseminare für examinierte Pflegende durch, die mit dem neu erworbenen Wissen Sicherheit in der pflegerischen Betreuung von Menschen in diabetischer Stoffwechsellage erreichen.
Zum Diabetischen Fußsyndrom können Fachkräfte sich ebenfalls qualifizieren:

### Fuß- und Wundassistent DDG
Ziel der Weiterbildung ist es, Angehörige von Fachberufen im Gesundheitswesen mit abgeschlossener Ausbildung und Berufserfahrung für eine Assistenztätigkeit auszubilden, in der sie unter Anleitung von Ärzten Menschen mit Diabetes mellitus und einem diabetischen Fußsyndrom professionell versorgen.

## Zertifizierung von Behandlungseinrichtungen
Als eine wichtige Aufgabe sieht die DDG ist die Zertifizierung von Behandlungseinrichtungen an. Die Zertifikate sollen Patienten und zuweisenden Ärzten als Orientierungshilfe dienen, um qualifizierte Einrichtungen zu finden, die nach dem aktuellen Stand der Wissenschaft und leitliniengerecht behandeln.
Die DDG vergibt folgende Zertifizierungen:

### Diabetes Exzellenzzentrum DDG
Das Zertifikat Diabetes Exzellenzzentrum DDG ist das Premiumzertifikat für höchste Ansprüche an die Versorgung von Menschen mit Diabetes. Mit der Anerkennung soll die Einrichtung zeigen, dass sie beste, auf Patienten mit Diabetes ausgerichtete Strukturen und Prozesse aufweist, Behandlungsergebnisse vorlegen kann sowie durch ein strukturiertes Qualitätsmanagement die kontinuierliche Sicherstellung von Behandlungsqualität und das Erreichen von Qualitätszielen durch rechtzeitiges Eingreifen in die Prozesse gewährleisten kann. Lediglich etwas mehr als 100 Einrichtungen in Deutschland tragen aktuell diese Anerkennung.
Das Zertifikat können Kliniken oder Praxen für drei unterschiedliche Schwerpunkte (jeweils ambulant oder stationär) beantragen.
- Behandlungseinrichtung für Typ 2-Diabetes mellitus
- Behandlungseinrichtung für Typ 1- und Typ-2 Diabetes mellitus
- Behandlungseinrichtung für Kinder und Jugendliche mit Diabetes mellitus

Einrichtungen, die sich als „Diabetes Exzellenzzentrum DDG“ zertifizieren lassen wollen, müssen die von der DDG vorgegebenen Qualitätskriterien erfüllen und ein von der DDG akkreditiertes diabetesspezifisches Qualitätsmanagement einführen. Es wird ein externes Audit durchgeführt, bevor die DDG für drei Jahre die Anerkennung erteilt.

### Diabeteszentrum DDG
Das Zertifikat Diabeteszentrum DDG wird vergeben, wenn eine Einrichtung Qualitätskriterien der Gesellschaft nachweislich berücksichtigt. Mit der Anerkennung als Diabeteszentrum DDG zeigt die Einrichtung, dass sie speziell auf Patienten mit Diabetes ausgerichtete Strukturen und Prozesse vorweisen sowie entsprechende Ergebnisse vorlegen kann. Über 400 Einrichtungen in Deutschland tragen aktuell diese Anerkennung. Das Zertifikat können Kliniken oder Praxen für drei unterschiedliche Schwerpunkte (jeweils ambulant oder stationär) beantragen.
- Behandlungseinrichtung für Typ 2-Diabetes mellitus
- Behandlungseinrichtung für Typ 1- und Typ-2 Diabetes mellitus
- Behandlungseinrichtung für Kinder und Jugendliche mit Diabetes mellitus

Zur Anerkennung als „Diabeteszentrum DDG“ werden die Antragsunterlagen durch den Ausschuss Qualitätssicherung, Schulung und Weiterbildung der DDG (QSW) begutachtet; im Anschluss stellt der Vorstand der DDG für drei Jahre ein entsprechendes Zertifikat aus.

### Klinik mit Diabetes im Blick DDG
Das Zertifikat Klinik mit Diabetes im Blick DDG steht für die klinikweite Einhaltung von DDG-Qualitätskriterien für eine diabetologische Betreuung von Menschen, die sich mit Diabetes, aber nicht wegen ihres Diabetes in stationäre Behandlung begeben. Ziel des Zertifikats „Klinik mit Diabetes im Blick DDG“ ist es, die Versorgung von Patienten mit der Nebendiagnose Diabetes in Krankenhäusern zu verbessern. Rund 2,1 Millionen Menschen mit der Nebendiagnose Diabetes werden in Deutschland jährlich stationär behandelt.

### Fußbehandlungseinrichtung DDG
Eine Folgekrankheit des Diabetes mellitus und der daraus resultierenden Gefahr der Gefäßerkrankungen ist das Diabetische Fußsyndrom (DFS), das bis zur Amputation der betroffenen Gliedmaßen führen kann.
Die Therapie des Diabetischen Fußsyndroms ist umso erfolgversprechender, je früher die Erkrankung erkannt und je umfassender sie behandelt wird. Hierzu bedarf es einer gut strukturierten interdisziplinären Zusammenarbeit verschiedener Fachrichtungen, die eine optimale Versorgung des Patienten unter Berücksichtigung hoher Qualitätsstandards gewährleistet.
In Kooperation mit der AG Diabetischer Fuß zertifiziert die DDG seit 2003 Einrichtungen zur Behandlung des DFS. Ziel ist es, eine gleichbleibend hohe Qualität der Versorgung flächendeckend und wohnortnah in ganz Deutschland umzusetzen.

## Leitlinien und Praxisempfehlungen
Die DDG fördert die Verbesserung der Versorgungsqualität in der Diabetologie mit evidenzbasierten Leitlinien. Sie engagiert sich durch die Festlegung medizinischer Standards, die Veröffentlichung eigener Leitlinien, der Beteiligung an der Erstellung von Leitlinien anderer Fachgesellschaften und der Erstellung jährlich praxisrelevante Empfehlungen für Klinik und Niederlassung für die bundeseinheitlich hochwertige Sicherstellung der Behandlungsqualität für Menschen mit Diabetes. Ziel ist die inhaltlich einheitliche Vermittlung der Kernaussagen für die Diagnostik, Klassifikation, Prophylaxe, Therapie, Therapiekontrolle und Langzeitbetreuung des Diabetes und seiner Begleit- und Folgeerkrankungen.
Das Leitlinienprogramm der DDG umfasst:
- die Erstellung evidenzbasierter Diabetes-Leitlinien (Expertenversion) in Alleinregie oder als Partner im Programm der Nationalen Versorgungsleitlinien oder mit anderen medizinisch-wissenschaftlichen Fachgesellschaften im Rahmen des AWMF-Leitlinienprogramms[16]
- die Erstellung von kürzeren Praxis-Empfehlungen auf Basis der evidenzbasierten Leitlinien
- eine Patientenversion der Leitlinien

## Wissenschaftliche Kongresse
Die Kongresse der Fachgesellschaft dienen der Fort- und Weiterbildung der Teilnehmenden und dem wissenschaftlichen Austausch. Neueste Entwicklungen, Forschungsergebnisse und Perspektiven werden in zahlreichen Veranstaltungen präsentiert und diskutiert. Alle mit dem Krankheitsbild Diabetes befassten Berufsgruppen finden auf dem Diabetes Kongress und auf der Diabetes Herbsttagung Gelegenheit, sich zu informieren und auszutauschen. Die Diabetes Kongresse sind mittlerweile die größten Fachveranstaltungen rund um das Krankheitsbild Diabetes im deutschsprachigen Raum. Mehrere tausend Besucher – Wissenschaftler, Nachwuchskräfte, medizinische Fachkräfte und Psychologen aus Klinik und Praxis – nutzen die Kongresse, um sich in Symposien und Vortragsveranstaltungen fachlich fortzubilden und die aktuellen Entwicklungen in der Wissenschaft zu diskutieren.

### Diabetes Kongress
Der 60. Diabetes Kongress findet vom 13. bis 16. Mai 2026 in Berlin statt. Kongresspräsidentin ist Barbara Ludwig.

### Diabetes Herbsttagung
Die 19. Diabetes Herbsttagung findet vom 7. bis 8. November 2025 unter dem Motto „360 Diabetes. Leinen los! Gemeinsam zu neuen Ufern.“ in Mannheim statt.

## Forschungsförderung und Preise
Auf Antrag fördert die DDG wissenschaftliche Projekte ihrer Mitglieder. Über die Förderwürdigkeit wird von der Jury zur Förderung wissenschaftlicher Projekte entschieden. Für besondere wissenschaftliche Leistungen werden zusätzlich Preise vergeben. Im Jahr 2024 förderte die DDG 30 Projekte mit 427.000 Euro.

### Projektförderung
Mit den Projektförderungen der DDG werden wissenschaftliche Arbeiten in der Diabetologie gefördert.
- Allgemeine Projektförderung
- Hans-Christian-Hagedorn-Projektförderung
- Menarini-Projektförderung
- Adam-Heller-Projektförderung

Über die Verteilung der für die Projektförderung aus dem Vermögen der Gesellschaft und den aus Spenden zur Verfügung stehenden Mitteln entscheidet die vom Vorstand der DDG eingesetzte Jury zur Förderung wissenschaftlicher Projekte.

### Forschungspreise
Mit den Forschungspreisen des Verbandes werden wissenschaftliche Arbeiten in der Diabetologie gewürdigt. Über die Vergabe der Preise entscheidet die vom Vorstand der DDG eingesetzte Jury zur Förderung wissenschaftlicher Projekte.
- Förderpreis der DDG
- Young Investigator Award
- Ernst-Friedrich-Pfeiffer-Preis
- Friedrich-Arnold-Gries-Preis
- Werner-Creutzfeldt-Preis
- Silvia-King-Preis
- Paul-Kimmelstiel-Projektpreis
- Posterpreis der AG Niere
- DDG Promotionspreis

## Ehrungen
Jährlich vergibt die DDG Medaillen für besondere wissenschaftliche Leistungen im Bereich der Diabetologie.
- Paul-Langerhans-Medaille
- Hellmut-Otto-Medaille
- Ehrenmedaille der DDG (vormals Gerhardt-Katsch-Medaille)

## Gesundheitspolitisches Engagement und Öffentlichkeitsarbeit

### Die Mission: Diabetes erforschen – behandeln – verhindern
Ziel ist es, eine breite Öffentlichkeit über Ursachen, Folgen und Therapie der Erkrankung zu informieren. Darüber hinaus stellt die DDG ihre Expertise auch Vertretern aus Politik und Entscheidern aus Wirtschaft und Gesellschaft zur Verfügung. Die Deutsche Diabetes Gesellschaft bringt sich – getreu ihrem Motto – aktiv in die gesundheitspolitische Diskussion ein, um die Themen der Diabetologie zu stärken. Die Fachgesellschaft pflegt ein enges Netzwerk zu Entscheidern aus der Selbstverwaltung, der Gesundheitswirtschaft sowie der medizinischen Fachwelt. Außerdem reagiert die DDG auf wichtige gesundheits- und wissenschaftspolitische Bekanntmachungen und nimmt aktiv teil an zahlreichen Stellungnahmeverfahren zur Nutzenbewertung nach § 35a SGBV (Arzneimittelbewertung) und zu Verfahren nach § 137h SGBV (Untersuchungs- und Behandlungsmethoden mit Medizinprodukten hoher Risikoklasse). Aktuelle gesundheitspolitische Entwicklungen wie die Referentenentwürfe des Gesetzgebers werden von der DDG gesichtet und bewertet und ggf. mit einer Stellungnahme kommentiert. Schließlich wird die DDG auch selbst aktiv, wenn sie dringenden politischen Handlungsbedarf sieht. Dann legt sie gesundheits- und wissenschaftspolitischen Entscheidern ihre politischen Forderungen in Form von Positionspapieren vor und treibt auch über eine aktive Presse- und Medienarbeit gesundheitspolitische Prozesse voran.

### Stellungnahmen
Die DDG veröffentlicht bei Bedarf aktuelle Stellungnahmen. Diese Stellungnahmen nahmen kritisch Stellung zu Einschätzungen des Instituts für Qualität und Wirtschaftlichkeit im Gesundheitswesen (IQWiG) und des Gemeinsamen Bundesausschusses (G-BA) zu innovativen Technik- und Medikamentenentwicklungen.

### Pressearbeit
Mit ihren wissenschaftlichen und gesundheitspolitischen Themen spricht die DDG viele Fach-, aber auch Publikumsmedien an. Zahlreiche Pressemeldungen, jährlich sind es etwa 40–50 gibt die DDG-Pressestelle heraus. Dabei stehen neue wissenschaftliche Erkenntnisse ebenso auf der Agenda wie die Kommentierung von Berichten, gesundheitspolitischen Entscheidungen oder die Beurteilung neuer Studien. Die Pressemeldungen werden so ausgerichtet, dass sie ärztlichen Kollegen, Bürgern, Politikern und Meinungsbildnern Orientierung geben und die Position der Diabetologen in Deutschland deutlich machen. Die Arbeit der DDG in den Medien verfolgt aber auch das Ziel, allzu einfachen Deutungsmustern der komplexen Stoffwechselstörung Diabetes öffentlich entgegenzutreten. Gerade Meldungen, die gängigen Interpretationsmustern widersprechen, fanden in der Vergangenheit in den Medien viel Resonanz.

### diabetes zeitung
Seit Mai 2016 gibt der Verband mit dem Medical Tribune Verlag die diabetes zeitung heraus. Das Medium erscheint monatlich (ausgenommen im Juli und Januar) und richtet sich an Diabetologen, interessierte Hausärzte, an Experten der angrenzenden Fachdisziplinen sowie an Vertreter der Gesundheitspolitik. Gesundheitspolitische Diskussionen werden ebenso thematisiert wie neue Therapieansätze. Auch Leitlinien, medizintechnische Innovationen, Ergebnisse aus der Ernährungsforschung, Innovationen auf dem Diabetes-Arzneimittelmarkt und Nützliches für den Praxis- oder Klinikalltag bringt die diabetes zeitung auf den Punkt.

### Medienpreis
Um das Wissen über Prävention, Diagnostik und Behandlung der Krankheitsbilder Diabetes Typ 1 und Diabetes Typ 2 in der Bevölkerung zu vergrößern, schreibt die Deutsche Diabetes Gesellschaft seit 2014 einen Medienpreis aus. Journalisten können sich in drei Kategorien (Sehen, Hören, Lesen) mit ihren Beiträgen bewerben können. Der Preis ist mit insgesamt 6000 Euro dotiert. Einreichungsschluss ist der 31. Juli des jeweiligen Kalenderjahres. Die Preisverleihung findet auf der Diabetes Herbsttagung statt.

### Gesundheitsbericht Diabetes
Jedes Jahr gibt die DDG gemeinsam mit der Patientenorganisation diabetesDE – Deutsche-Diabetes-Hilfe den Deutschen Gesundheitsbericht Diabetes heraus. Er ist als Kombination aus Weißbuch und Jahrbuch zu verstehen: Einerseits enthält er das aktuellste gesicherte Wissen über die Volkskrankheit Diabetes, andererseits beschreibt er die Diabetologie im Wandel wissenschaftlicher und gesellschaftlicher Entwicklungsprozesse. So erklärt sich die Kombination aus konstanten Beitragsthemen mit gänzlich neuen Themenbereichen.

### Geschäftsbericht
Einmal jährlich informiert die DDG in ihrem Geschäftsbericht über aktuelle gesundheitspolitische, wissenschaftliche und verbandsinterne Entwicklungen. Der Geschäftsbericht erscheint alljährlich im Frühjahr und wird den Mitgliedern sowie interessierten Personen aus Politik, Presse und Öffentlichkeit per Post zur Verfügung gestellt. Zudem ist er kostenfrei als Download auf der DDG Webseite abrufbar.

### DFS-Fußpass

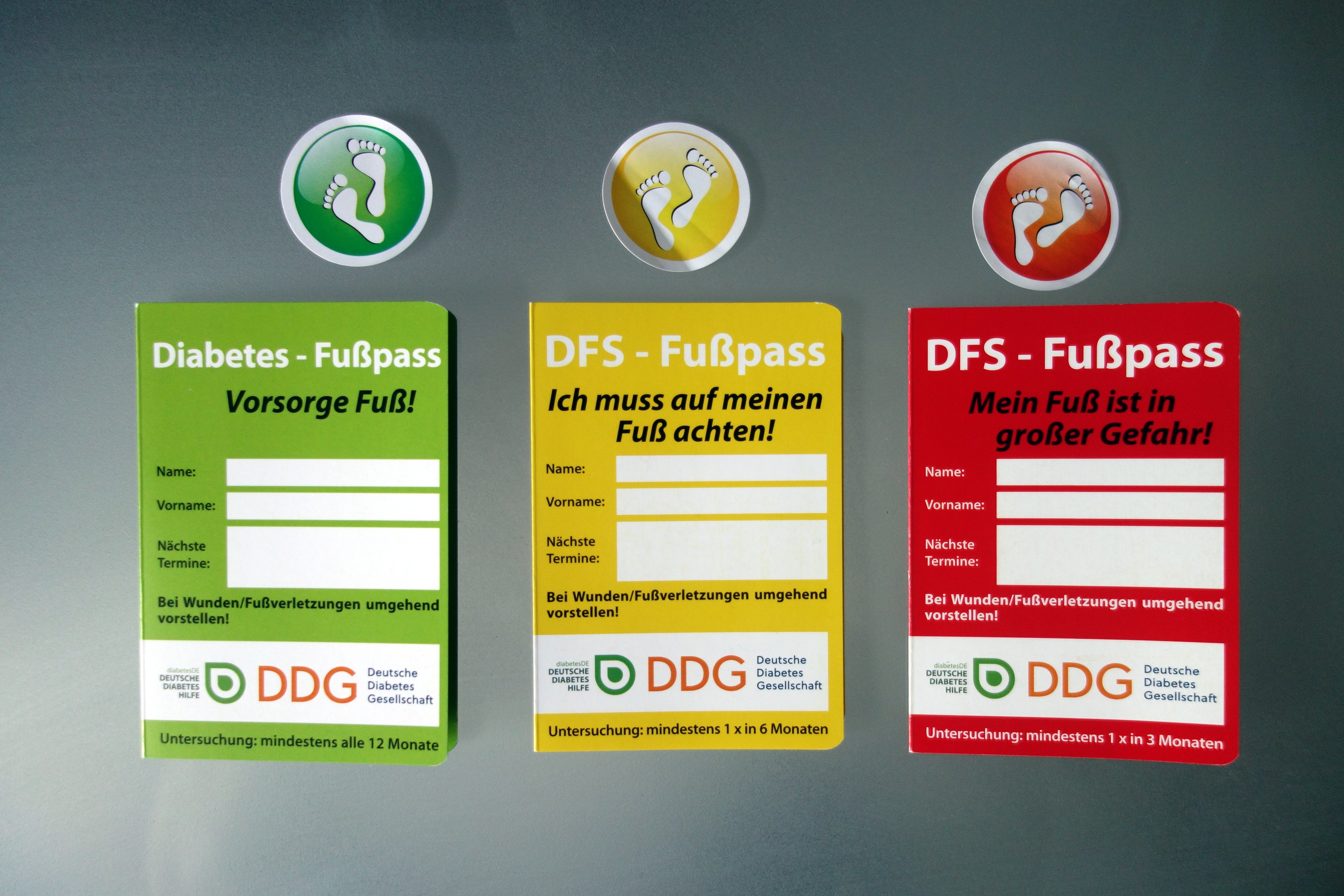
Fußpass, drei Varianten

Als Reaktion auf den Beschluss des G-BA über das Anrecht auf eine ärztliche Zweitmeinung bei drohender Amputation infolge eines diabetischen Fußsyndroms im April 2020 entwickelte die DDG gemeinsam mit der Deutschen Diabetes Hilfe, der Deutschen Gesellschaft für Angiologie und der Deutschen Gesellschaft für Gefäßchirurgie einen DFS-Fußpass. Der Pass ist nach dem „Ampelsystem“ (grün/gelb/rot) in drei Editionen erhältlich und als Ergänzung zum etablierten Gesundheitspass Diabetes gedacht, um einerseits Risikopatienten engmaschiger betreuen zu können, zum anderen Aufmerksamkeit für das Krankheitsbild zu erzeugen. Ärzte können die Pässe für ihre Patienten bei den beteiligten Fachgesellschaften ordern. Zu den Pässen gibt es entsprechende Sticker, mit denen beispielsweise Patientenakten markiert werden können.

### Gesundheits-Pass Diabetes
Der Pass gibt Betroffenen und ihren Behandelnden einen Überblick über wichtige Daten wie Glukose- und HbA1c-Angaben, Blutdruck, Augenbefund sowie Nieren- und Fettstoffwechselwerte und verbessert die Arzt-Patienten-Kommunikation. Die überarbeitete Neuauflage ist im April 2021 erneut in türkischer Übersetzung und erstmals auch in englischer, arabischer und russischer Sprache erschienen. Zudem wurden Hinweise auf die Grippeschutz-Impfungen und diagnostische Maßnahmen ergänzt.

### Deutsche Allianz Nichtübertragbare Krankheiten (DANK)
Die Deutsche Allianz Nichtübertragbare Krankheiten (DANK) ist ein Zusammenschluss von 23 medizinischen Fachgesellschaften und Forschungseinrichtungen. Sie wurde 2010 anlässlich des ersten UN-Gipfels gegen die nichtübertragbaren Krankheiten gegründet. Die Deutsche Diabetes Gesellschaft initiierte die Gründung und ihr Geschäftsführer Dietrich Garlichs ist Sprecher der Allianz.
Ziel der Deutschen Allianz Nichtübertragbare Krankheiten (DANK) ist es, Entscheidern in Politik, Wirtschaft und Gesellschaft die Brisanz des Tsunamis der nichtübertragbaren Krankheiten aufzuzeigen, die inzwischen circa 80 Prozent der Krankheitslast und vorzeitigen Todesfälle verursachen.
Um Adipositas und ihre Folgekrankheiten zurückzudrängen, hält DANK – in Übereinstimmung mit dem Globalen Aktionsplan gegen nichtübertragbare Krankheiten der Weltgesundheitsorganisation (WHO) – folgende Maßnahmen für vordringlich:
1. Täglich mindestens eine Stunde Bewegung (Sport) in Kita und Schule
2. Adipogene Lebensmittel besteuern und gesunde Lebensmittel entlasten (Zucker-/Fettsteuer)
3. Verbindliche Qualitätsstandards für Kita- und Schulverpflegung
4. Kinderschutz in der Lebensmittelwerbung

## Mitgliedschaft, Nachwuchsförderung und Mitgliederzeitschrift
Die DDG hat rund 9.300 Mitglieder und bietet unterschiedliche Arten der Mitgliedschaften an.

### Nachwuchsförderung der DDG

#### Reisestipendien
Die DDG fördert den klinischen und wissenschaftlichen Nachwuchs, da der Bedarf an gut ausgebildeten Ärzten und Wissenschaftlern mit diabetologischem Schwerpunkt steigt. Um jungen Nachwuchskräften die Möglichkeit zu geben, das Fach Diabetologie besser kennenzulernen, vergibt die DDG Reisestipendien zum Diabetes Kongress und zur Diabetes Herbsttagung. Die Veranstaltungen bieten die Möglichkeit, mehr über die Diabetologie zu erfahren und sich mit Kommilitonen und Kollegen zu vernetzen. Erfahrene Mentoren aus Klinik und Wissenschaft begleiten die Stipendiaten und stehen als Ansprechpartner zur Verfügung.

#### Promotionsförderprogramm DDG/DDG Promotionspreis
Das Promotionsförderprogramm der DDG zielt auf die breite Förderung des wissenschaftlichen Arbeitens im Bereich der Diabetesforschung. Im Fokus steht die Unterstützung von klinisch orientierten Doktorarbeiten und von Arbeiten im Bereich der Versorgungsforschung. Die Förderung unterstützt sowohl promotionswillige Stipendiaten als auch deren Betreuer. Damit soll unter anderem das Angebot, Promotionsthemen in diesem Bereich zu vergeben, erhöht werden.
Der Promotionspreis der DDG (ehemals Förderpreis) wird für hervorragende Dissertationen auf dem Gebiet der Diabetologie vergeben.